# Dinamit
Ez a cikk a robbanóanyagról szól. A Dinamit együttessel kapcsolatban lásd a Dinamit (együttes) szócikket.
A dinamit egy robbanóanyag, amelyet nitroglicerinből és abszorbensként kovaföldből (szilikagél, infuzóriaföld) készítenek. A görög dynamisz (δύναμις) szóból származik, jelentése: erő.

## Története

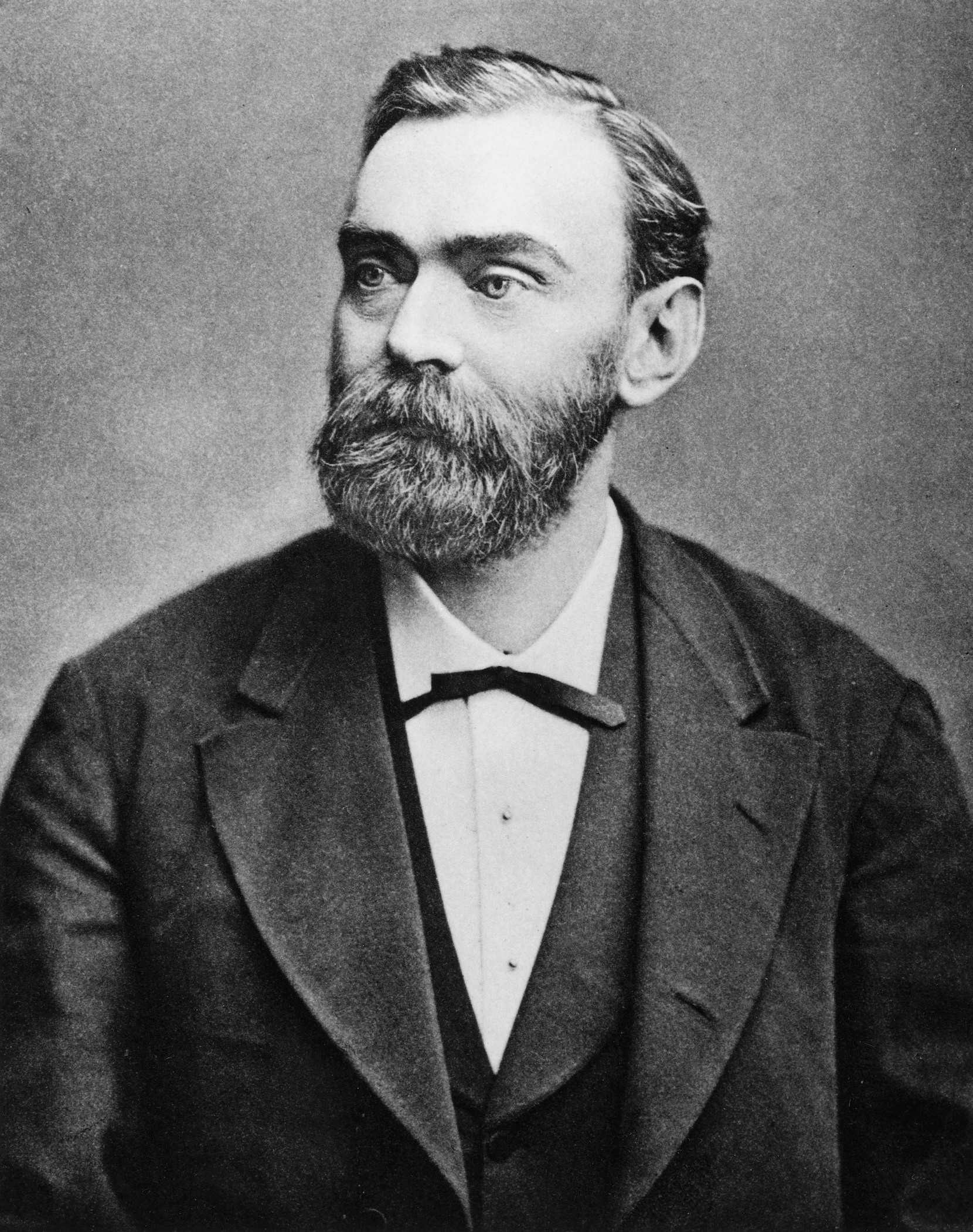
Alfred Nobel

A dinamitot Alfred Nobel svéd mérnök-vegyész találta fel 1866-ban a németországi Hamburg melletti Krümmelben, és 1867-ben szabadalmaztatta.

### Kezdete
Nobel már 1847 óta kísérletezett nitroglicerinnel. 1864-ben szabadalmaztatta eljárását a nitroglicerin gyártására. Az eljárás lényege, hogy 10% nitroglicerint adott a lőporhoz, ezzel közel megkétszerezte annak hatásfokát. Megkezdődött a gyártás a svédországi Heleneborgban. Az oldat a legkisebb ütésre is robbant, ezért több súlyos baleset is történt. 1864-ben egy ilyen balesetben elveszítette Emil nevű testvérét.

### Dinamit
Nobel kísérletekbe kezdett, hogyan tudná a nitroglicerin előállításának veszélyeit csökkenteni. Arra a megállapításra jutott, hogy 75% nitroglicerin, 0,5% szóda és 24,5% kovaföld keveréke kellően stabil, hogy az előállítás közbeni spontán robbanásokat elkerülje. A gyártást a németországi Krümmelben (ma Geesthacht része), a kovaföldbányák közelében kezdték el, ez volt Nobel első külföldi gyára. 

### Gyártási használata
A dinamit gyártására Nobel egész gyárhálózatot épített ki, főleg Európában. 1885-ben az Egyesült Államokban, Russell S. Penniman kémikus kifejlesztette az ammóniumos dinamitot, vagyis ammónium-nitrátot adott a nitroglicerinhez. Ezzel a hagyományos dinamit energiájához képest 85%-kal erősebb robbanóanyagot hozott létre. Ennek a terméknek a kereskedelmi neve egyszerűen csak „Extra” volt.

## Használat

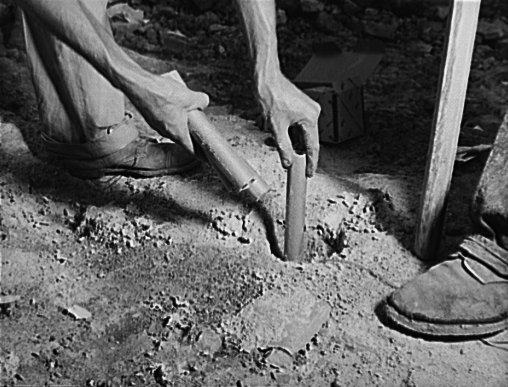
Dinamit előkészítése a Douglas-gát építésekor (1942)

A dinamitot túlnyomó részben a bányászatban, kőzetfejtésre használják, de az építőipar is alkalmazza.
Katonai felhasználása ma már nem jellemző, kiszorították a sokkal stabilabb, jobban formázható (alakítható) robbanóanyagok, mint például az RDX vagy a C4-es.
Korábban a katonai és a civil szféra céljára készített dinamit között különbség volt, mivel a polgári használatra készített dinamit teljesítménye 60%-a volt a katonainak.
A sokáig tárolt dinamit instabillá, ezáltal veszélyessé válik, hőre, ütésre könnyen robban. Idővel a dinamit "izzadni" kezd és a kiszivárgó nitroglicerin óvatlan interakció nyomán, akaratlanul is robbanáshoz vezethet. 

## Formái

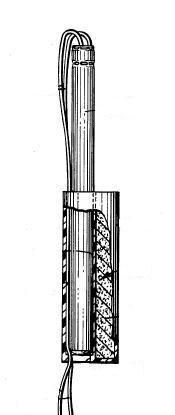
Dinamitrúd metszeti ábrája, gyújtózsinórral

Általában 20 cm (kb. 8") hosszú és 2,54 cm (1") átmérőjű rudak formájában gyártják, de vannak más méretek is.
A dinamit egy brizáns robbanóanyag, vagyis nem ég, hanem hő hatására hirtelen, átmenet nélkül robban, ütésre, rálövésre is beindul.
A dinamit speciális változata a dinamitgél (zselatindinamit), az első plasztikus robbanóanyag.

## Tévhitek
Sokan a dinamitot és TNT-t azonosnak vélik, pedig a TNT kémiai vegyület, míg a dinamit egy keverék.

## Fordítás
- Ez a szócikk részben vagy egészben  a   Dynamite című angol Wikipédia-szócikk fordításán alapul.  Az eredeti cikk szerkesztőit annak laptörténete sorolja fel. Ez a jelzés csupán a megfogalmazás eredetét és a szerzői jogokat jelzi, nem szolgál a cikkben szereplő információk forrásmegjelöléseként.